# Cliorismia flavipes
Cliorismia flavipes är en tvåvingeart som först beskrevs av Krober 1912.  Cliorismia flavipes ingår i släktet Cliorismia och familjen stilettflugor. Inga underarter finns listade i Catalogue of Life.